# 被出櫃
被出櫃（Outing）是指在未經LGBT當事者本人同意的情況下，將其的性取向暴露給他人的行為。有時為了避免被出櫃情況的發生，當事人會選擇搶先出櫃。